# Laguna Carapã
Laguna Carapã – miasto i gmina w Brazylii, w stanie Mato Grosso do Sul.